# Grijskinhoningzuiger
De Grijskinhoningzuiger (Anthreptes tephrolaemus) is een zangvogel uit de familie Nectariniidae (honingzuigers).

## Verspreiding en leefgebied
Van zuidelijk Nigeria tot zuidelijk Oeganda, westelijk Kenia, noordwestelijk Tanzania, noordwestelijk Angola en het eiland Bioko.